# Aporobopyrus lenticeps
Aporobopyrus lenticeps är en kräftdjursart som först beskrevs av Sueo M. Shiino 1958.  Aporobopyrus lenticeps ingår i släktet Aporobopyrus och familjen Bopyridae. Inga underarter finns listade i Catalogue of Life.